# Il mio vicino Totoro
Il mio vicino Totoro (となりのトトロ?, Tonari no Totoro, lett. "Totoro il vicino") è un film d'animazione del 1988 scritto e diretto da Hayao Miyazaki; prodotto dallo Studio Ghibli e distribuito dalla Toho.
La storia si incentra sulla vita di due giovani sorelle, Satsuki e Mei, che si trasferiscono insieme al padre in un paesino di campagna per andare a vivere più vicini alla madre delle bambine, ricoverata in ospedale. Nella nuova realtà, le sorelle fanno la conoscenza di esseri soprannaturali, tra cui Totoro, e maturano, imparando il rispetto per la natura.
Acclamato dalla critica e dal pubblico, il film ha vinto l'Animage Anime Grand Prix nel 1988, mentre l'anno seguente si è aggiudicato il premio nella categoria miglior film al Mainichi Film Concours. Il personaggio di Totoro è stato talmente apprezzato da essere in seguito utilizzato per il logo dello Studio Ghibli. Nel 2008 la rivista inglese Empire lo inserì al numero 275 della lista dei 500 migliori film della storia.
In Italia il film è approdato il 18 settembre 2009, a ventun anni di distanza dalla prima proiezione giapponese.

## Trama
La storia è ambientata nell'hinterland della Tokyo degli anni cinquanta. Le sorelline Satsuki e Mei si stanno trasferendo col padre a Tokorozawa, un piccolo villaggio di campagna. Il trasferimento serve per andare a vivere più vicini alla loro mamma che è ricoverata in ospedale. Inizia così il loro viaggio alla scoperta di un mondo nuovo, ma soprattutto alla scoperta della natura.

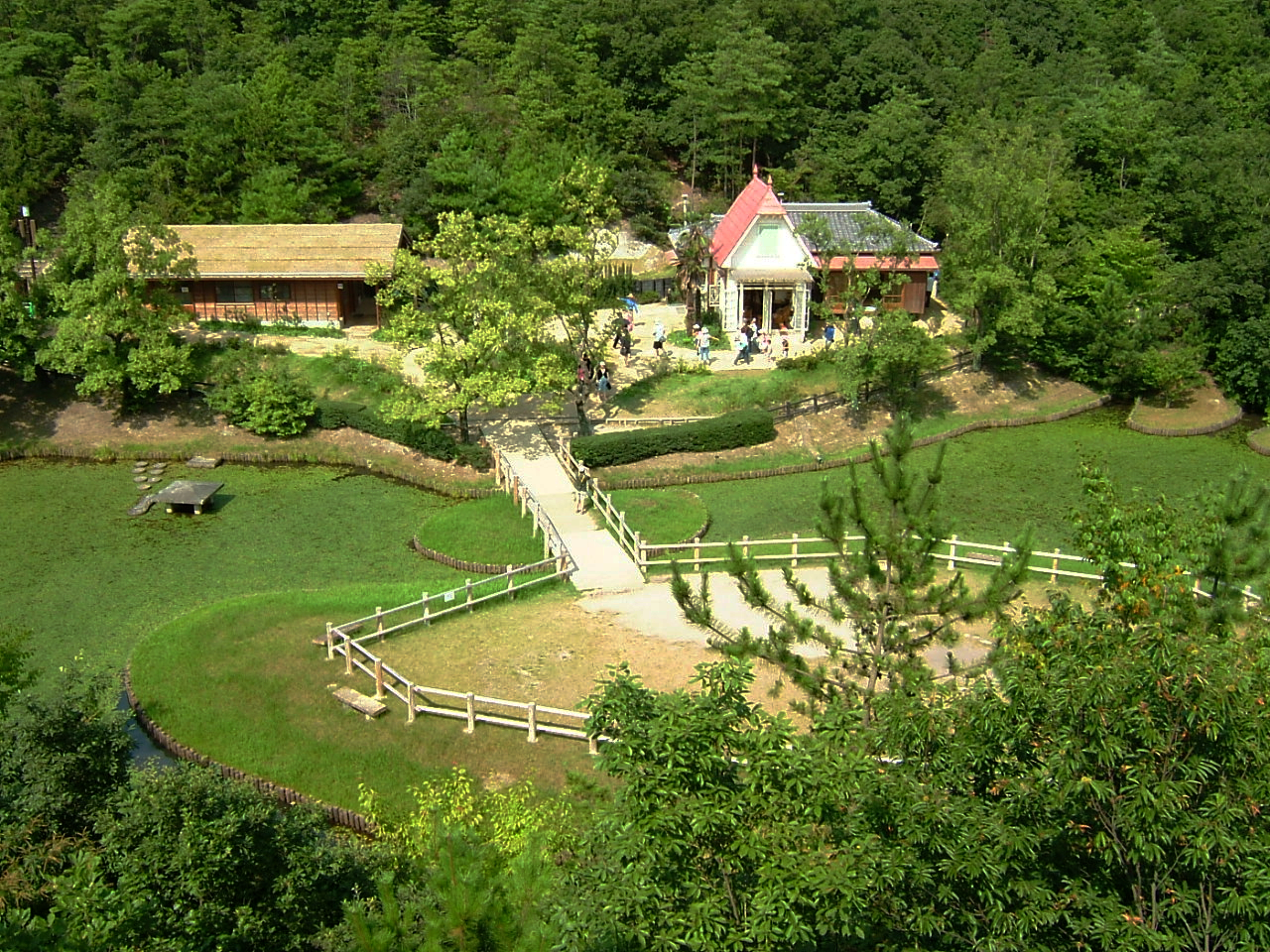
Una ricostruzione della casa di Satsuki e Mei al sito dell'Expo 2005

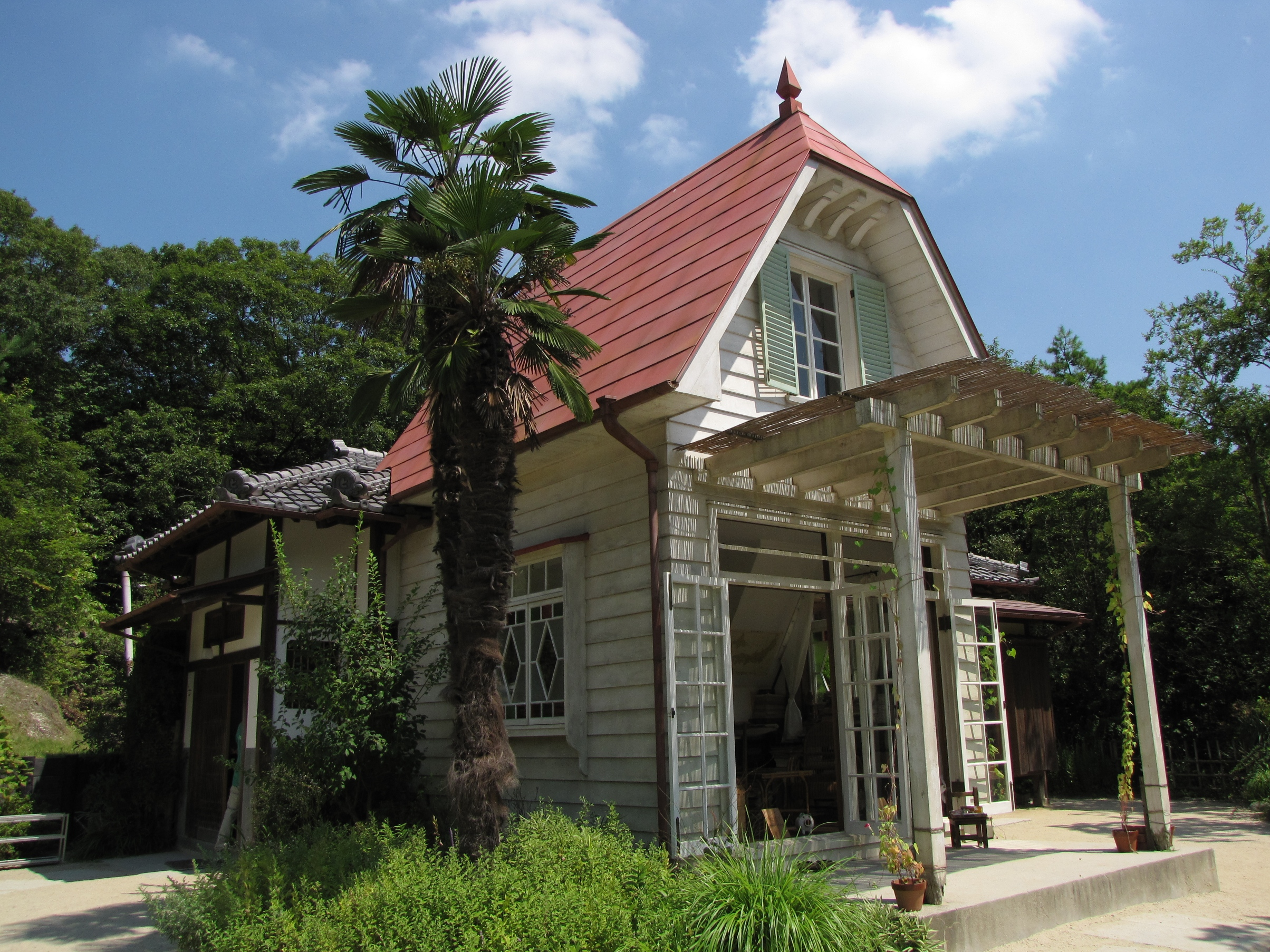
Particolare della casa

Il loro primo incontro è coi "nerini del buio" o "corrifuliggine" (makkurokurosuke o susuwatari in originale), spiritelli della fuliggine che occupano le vecchie case abbandonate e che solo i bambini possono vedere. In seguito Mei, esplorando la sua nuova casa e seguendo delle tracce di ghiande, s'imbatte in due spiritelli dalle lunghe orecchie, uno piccolissimo dal pelo bianco e uno più grande e azzurro: seguendoli fin dentro il grande albero di canfora che domina sulla zona, incontra Totoro, uno spirito buono dall'aspetto un po' pittoresco: un incrocio tra una talpa, un orso e un procione. È un personaggio che Mei ha già visto in un libro di fiabe, un troll, in giapponese tororu, ma la bambina avendo solo quattro anni ne storpia il nome in totoro. All'inizio suo padre e sua sorella sono increduli, ma quando non riescono a ritrovarlo non si stupiscono: il padre spiega che è il custode della foresta, e vederlo è un privilegio che non può essere concesso sempre e a tutti.
Una sera, le due bambine vanno a prendere il padre alla fermata dell'autobus, sotto la pioggia, e incontrano Totoro, che aspetta un autobus molto speciale, il gattobus (nekobus), un autobus peloso con muso di gatto e 12 zampe che si muove a grande velocità superando qualunque ostacolo, assecondato dagli alberi che si spostano al suo passaggio, visibile solo a pochi. Nell'attesa, Satsuki offre un ombrello a Totoro, che le regala dei semi da piantare nel giardino della casa. Totoro infatti è uno spirito della natura, colui che porta il vento, la pioggia, la crescita, la maturazione. Una notte passa a far spuntare i germogli degli alberi, e poi volando come il vento fa fare un viaggio alle due bambine: forse è stato solamente un sogno, ma la mattina i germogli sono spuntati veramente.
Un giorno Mei, arrabbiata perché la madre non può ancora tornare a casa e preoccupata per le sue condizioni a causa di un telegramma inviato dall'ospedale in assenza del padre, decide di recarsi da lei per consegnarle una pannocchia di granturco raccolta nel giardino della nonnina. Tuttavia Mei, troppo piccola per affrontare da sola il viaggio sino all'ospedale, si perde, e così Satsuki, disperata, si rivolge a Totoro in cerca di aiuto. Totoro chiama il gattobus, il quale in un attimo porta Satsuki dalla sorella. Le due, una volta riunite, si recano insieme dalla madre che, già raggiunta dal padre in ospedale, sta bene e parla sorridente con il marito in camera sua. I due genitori non si accorgono di nulla, ma alla madre pare di scorgere le due figlie che ridono felici sull'albero del parco dell'ospedale, rimanendo poco dopo sorpresa alla vista della pannocchia di Mei sul davanzale della finestra.

## Personaggi
Satsuki Kusakabe (草壁 さつき?, Kusakabe Satsuki)
Bambina di undici anni, protagonista della storia.
Mei Kusakabe (草壁 めい?, Kusakabe Mei)
Bambina di quattro anni e coprotagonista della storia, insieme alla sorella Satsuki. Essendo ancora molto piccola è molto legata alla sorella e le due passano molto tempo insieme.
Tatsuo Kusakabe (草壁 たつお?, Kusakabe Tatsuo)
Padre delle due bambine. È professore di archeologia all'università di Tokyo.
Yasuko Kusakabe (草壁 靖子?, Kusakabe Yasuko)
Madre delle due bambine. A causa della sua malattia è costretta all'ospedale, cosa che la fa stare lontana dalle figlie.
Totoro (トトロ?, Totoro)
Custode della foresta che stringe amicizia con Satsuki e Mei. Il suo aspetto è quello di un grosso animale, incrocio tra un orso e un procione. È un essere calmo e bonario, ama dormire, e può rendersi invisibile a tutti, mostrandosi solo a chi effettivamente desidera. Sembra essere il custode e protettore della foresta.
Gattobus (ネコバス?, Nekobasu)
Bakeneko è una nekomata dall'aspetto a metà tra un gatto e un autobus. Nel film viene usato come mezzo di trasporto, dal momento che grazie alle sue numerose zampe riesce a spostarsi a grande velocità e può rendersi invisibile.
Nonnina (おばあちゃん?, Obaachan)
Anziana signora e nonna di Kanta. Abita nei pressi della casa dei Kusakabe, e le due sorelle si affezionano molto a lei.
Kanta Ōgaki (大垣 寛太?, Ōgaki Kanta)
Vicino di casa della famiglia Kusakabe, della stessa età di Satsuki. A causa della sua timidezza non riesce subito ad instaurare un buon rapporto con la ragazza, ma la sua curiosità e attrazione nei suoi confronti lo portano spesso nei pressi della casa dei vicini.

## Produzione
Quando Miyazaki concepì per la prima volta Il mio vicino Totoro, la protagonista era unica ed era una bambina di 6 anni. Prima di avviare la produzione però, decise di dividerla in due sorelle, una più grande e una più piccola di quella che aveva in mente. Ecco come sono nate Satsuki e Mei. La loro origine comune è visibile nel nome: "Mei" è la versione giapponese della parola inglese per maggio (May); "Satsuki" è un termine in giapponese arcaico per il quinto mese dell'anno, maggio appunto. Per il personaggio di Mei fu preso a modello la nipotina di Miyazaki..
Il film è in parte autobiografico. Quando Miyazaki e i suoi fratelli erano piccoli, la loro madre ha sofferto di tubercolosi spinale per nove anni, trascorrendo molto del suo tempo in ospedale. Di conseguenza nel film, anche se non viene mai rivelato, la madre di Satsuki e Mei soffre anch'ella di tubercolosi. Miyazaki una volta disse che per lui sarebbe stato troppo doloroso se i due protagonisti fossero stati bambini anziché bambine.
Il responsabile artistico Kazuo Oga fu coinvolto nella produzione del film quando Hayao Miyazaki gli mostrò un'immagine di Totoro in una satoyama, un ambiente rurale giapponese. Il regista lo sfidò a migliorare i suoi standard e, grazie a Il mio vicino Totoro, Oga vide decollare la propria carriera artistica.
L'approccio rigoroso di Oga nel film fu definito dall'International Herald Tribune come "[aggiornamento] del tradizionale senso animista giapponese del mondo naturale, pieno e spiritualmente vivo." Il giornale descrisse con queste parole il prodotto finale:
(International Herald Tribune)
Il lavoro di Oga nel film lo portò al suo continuo coinvolgimento con lo Studio Ghibli. Lo studio negli anni gli assegnò lavori che ne esaltavano le qualità e lo stile di Oga divenne un tratto distintivo delle produzioni Ghibli.
Lo storyboard originale descriveva la città di Matsuko come ambientazione e l'anno 1955, tuttavia Miyazaki dichiarò che l'anno era sbagliato e il suo team lavorò quindi ad un "recente passato". Era stata prevista una durata di un'ora per il film, ma con l'andare del lavoro questa durata fu estesa per rispondere meglio al contesto sociale, incluse le ragioni del trasloco e il lavoro del padre.
Miyazaki su Totoro disse: 
(Hayao Miyazaki)

## Colonna sonora
La colonna sonora del film è composta da Joe Hisaishi e costituisce una delle sue composizioni più famose. La colonna sonora è stata raccolta nell'album Tonari no Totoro Saundotorakku Shuu, pubblicato da Tokuma Shoten nel 1988. In seguito sono state messe in vendita delle versioni con arrangiamenti diversi e variazioni sul tema delle tracce contenute.
I titoli di testa sono accompagnati dalla canzone Sampo, scritta da Reiko Nakagawa. Mentre la canzone Tonari no Totoro è stata composta dallo stesso Miyazaki ed è divenuta talmente celebre in Giappone, da essere insegnata addirittura nelle scuole.
Le versioni italiane delle canzoni delle sigle iniziale e finale, Passeggiata e Il mio vicino Totoro sono interpretate da Roberta Frighi su testi di Gualtiero Cannarsi.

## Distribuzione

### Data di uscita
Le date di uscita internazionali sono state:
- 16 aprile 1988 in Giappone (となりのトトロ Tonari no Totoro)
- 7 maggio 1993 negli Stati Uniti (My Neighbour Totoro)
- 8 dicembre 1999 in Francia, con una riedizione il 28 agosto 2002 (Mon voisin Totoro)
- 8 luglio 2004 in Australia (My Neighbour Totoro)
- 27 marzo 2006 nel Regno Unito (My Neighbour Totoro)
- 29 settembre 2006 in Finlandia (Naapurini Totoro)
- 30 marzo 2007 in Norvegia (Min nabo Totoro)
- 4 maggio 2007 in Germania (Mein Nachbar Totoro)
- 6 luglio 2007 in Turchia (Komşum Totoro)
- 18 settembre 2009 in Italia (Il mio vicino Totoro)
- 30 ottobre 2009 in Spagna (Mi vecino Totoro)
- 11 agosto 2012 in Nuova Zelanda (My Neighbour Totoro)

### Edizione italiana
Un doppiaggio de Il mio vicino Totoro era stato effettuato dalla Buena Vista International e curato da Gualtiero Cannarsi nei primi anni 2000, in previsione di un'eventuale distribuzione del film, che però non avvenne. I doppiatori di questa versione erano Letizia Ciampa (Satsuki), Erica Necci (Mei), Oreste Baldini (Tatsuo Kusakabe), Roberta Pellini (Yasuko Kusakabe), Pino Insegno (Totoro), Angiolina Quinterno (nonnina) e Simone Crisari (Kanta). Con l'acquisizione dei diritti da parte della Lucky Red, l'azienda commissionò un nuovo doppiaggio allo stesso Cannarsi, che riconfermò Ciampa, Baldini e Pellini nei loro ruoli. Il doppiaggio fu eseguito dalla Technicolor nel 2009. In occasione del 30º anniversario dello Studio Ghibli, la Lucky Red ha riproposto nei cinema Il mio vicino Totoro il 12 e 13 dicembre 2015.

### Edizioni home video
L'edizione DVD italiana de Il mio vicino Totoro è stata resa disponibile per il noleggio a partire dal 2 dicembre 2009, mentre è stata pubblicata in commercio dal 7 gennaio 2010. Essa contiene una doppia traccia audio in giapponese e in italiano, i sottotitoli in italiano e i trailer del film. Esiste un'ulteriore edizione in DVD del film dal titolo Il mio vicino Totoro: Special Edition, commercializzata anch'essa a partire dal 7 gennaio 2010. È composta, oltre che dal disco della versione semplice, anche da un secondo DVD con contenuti speciali, quali storyboard, video promozionali, trailer e spot. Il 29 novembre 2013 è uscita la versione Blu-Ray sempre distribuita da Lucky Red.

## Accoglienza

### Incassi
Il mio vicino Totoro  alla sua uscita in Giappone nel 1988 fu visto da 802.000 spettatori. A fronte di un budget di 304.221.364 yen (circa 3.8 milioni di dollari) il film ha incassato 1.170.000.000 yen (14.663.492 dollari) in Giappone e 30.476.708 all'estero, per un totale di 45.140.200 dollari in tutto il mondo, di cui 381.161 in Italia.
30 anni dopo, nel dicembre 2018, Il mio vicino Totoro  è stato proiettato in Cina, incassando nel suo primo weekend 13 milioni di dollari e raggiungendo a febbraio 2019 25.798.550 dollari.

### Critica
Il mio vicino Totoro ha ricevuto buone recensioni e critiche. Sul sito Rotten Tomatoes, ha ottenuto il 93% di freschezza su un totale di 44 recensioni, con una media di 8.3/10, mentre nel sito Internet Movie Database il film ha un voto pari a 8.3 (occupando così la posizione di 128° film con il più alto punteggio all'interno del sito).

Il personaggio di Totoro, così come appare nel logo dello Studio Ghibli.

La rivista Empire ha collocato il film alla posizione numero 275 nella lista dei "500 migliori film della storia", e al 41º posto nel suo elenco dei "100 migliori film del cinema mondiale" non in lingua inglese. Mentre Totoro, il simpatico animale protagonista del lungometraggio, si è piazzato al 24º posto nella lista IGN dei "25 migliori personaggi degli anime". L'animale è risultato così gradito anche a Hayao Miyazaki e a Isao Takahata, che hanno deciso di farlo diventare il marchio dello Studio Ghibli.
La critica internazionale è divisa. Alcuni criticano il ritmo troppo lento e l'eccessiva semplicità della storia, adatta perlopiù ad un pubblico in età prescolare. Altri invece trovano le situazioni e i personaggi inverosimili e trovano che «il tono è così buonista, che supera il confine tra dolce e saccarina». Roger Ebert dal suo sito rogerebert.com commenta che le difficoltà della critica nel recepire il film derivano anche e soprattutto dalle differenze culturali con il Giappone e dal mancato uso di cliché tipici occidentali. Oltre a valutarne positivamente l'animazione al punto da definirla «visivamente incantevole», Ebert elogia la cura dei dettagli e le molte piccole accortezze disseminate nel film:
La critica italiana ha dato perlopiù recensioni positive all'opera. Paolo Mereghetti le assegna quattro stelle su quattro, ammirando il talento pittorico del regista, che «tocca vertici insuperati nella storia dell'animazione». Roberto Nepoti su la Repubblica scrive: «La poetica di Miyazaki c'è tutta, a cominciare dalla coesistenza tra quotidiano e fantastico; così come ci sono i suoi impagabili colori, che portano nel disegno a due dimensioni le luci delle diverse ore del giorno». Secondo Alessandra Levantesi di La Stampa «immergersi nella trasparenza acquarellistica dei paesaggi di Miyazaki è rasserenante come ritrovare un'armonia perduta.»

## Riconoscimenti
I premi vinti dal lungometraggio sono stati:
- 1989 - Mainichi Film Concours
  - Miglior film ad Hayao Miyazaki
  - Noburo Ofuji Award ad Hayao Miyazaki
- 1989 - Blue Ribbon Awards
  - Special Award ad Hayao Miyazaki
- 1989 - Kinema Junpo Awards
  - Miglior film ad Hayao Miyazaki
  - Readers' Choice Award - Miglior film giapponese ad Hayao Miyazaki
- 1995 - Saturn Award
  - Candidatura al Best Genre Video Release

## Impatto culturale
Il mio vicino Totoro ha contribuito a portare l'animazione giapponese all'attenzione mondiale e ad avviare il suo regista, Hayao Miyazaki, al successo. Il personaggio principale del film, Totoro, è famoso tra i bambini giapponesi come Winnie-the-Pooh lo è per quelli inglesi. The Independent valuta Totoro come uno dei migliori personaggi del cinema di animazione, descrivendo la creatura, «allo stesso tempo innocente e maestosa, Re Totoro cattura l'innocenza e la magia dell'infanzia meglio di qualsiasi altra creazione magica di Miyazaki». Il Financial Times ha riconosciuto il fascino del personaggio, commentando: «[Totoro] è amato più genuinamente di quanto Topolino possa sperare di esserlo nelle sue più fervide […] fantasie».

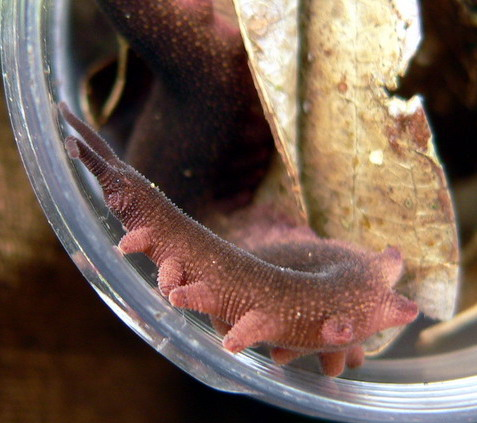
Eoperipatus totoro, una Onychophora del Vietnam che prende il nome dal personaggio.

La rivista ambientalista Ambio ha descritto l'influenza di Il mio vicino Totoro come «una forza potente per concentrare i sentimenti positivi che i Giapponesi hanno nei confronti delle satoyama e della vita tradizionale di campagna», tanto che il personaggio di Totoro è stato usato come mascotte dal comitato "Totoro Hometown Fund Campaign" per preservare aree di satoyama nella prefettura di Saitama. Il fondo, avviato nel 1990 dopo la pubblicazione del film, ha tenuto un'asta nell'agosto 2008 presso i Pixar Animation Studios, dove ha venduto più di 200 tra disegni originali, illustrazioni e sculture ispirate da Il mio vicino Totoro.
Un asteroide della fascia principale è stato chiamato 10160 Totoro in onore del personaggio centrale del film.

### Citazioni e riferimenti
Totoro ha fatto delle apparizioni in numerosi film dello Studio Ghibli, incluso Pom Poko, Kiki - Consegne a domicilio e I sospiri del mio cuore. Inoltre i nerini del buio (ススワタリ?, susuwatari) fanno una nuova comparsa nel film del 2001 di Miyazaki La città incantata.
La fama di Il mio vicino Totoro — e più in particolare del personaggio di Totoro — si è diffusa anche oltre lo Studio Ghibli, e molte sono le sue citazioni — e apparizioni — in film, anime e serie televisive, non solo giapponesi.
- Appare in forma di peluche nel film Pixar Toy Story 3[36].
- Nell'episodio HOMR (12x9) de I Simpson compare il Gattobus in un'insegna di uno stand presente ad una convention sull'animazione[37].
- Viene citato nel quinto volume del manga Le situazioni di Lui & Lei di Masami Tsuda[35].
- L'episodio di Samurai Jack intitolato Jack e la Creatura omaggia il film, basando l'aspetto della Creatura su quello di Totoro[35].
- Appare alcune volte nel corso della serie Drawn Together[35].
- Totoro è parodiato nella serie South Park. Nell'episodio Terra dell'Immaginazione compare all'interno della folla di personaggi fantastici. Nell'episodio L'avvento di Mysterion il rapporto tra Cartman e il signore oscuro Cthulhu è una parodia della relazione tra Mei e Totoro[38]; inoltre, nella scena in cui il bambino cavalca il mostro, il motivo di sottofondo che Cartman canta è basato sulla canzone di chiusura del film Il mio vicino Totoro[39].
- Il volume 9 del manga Gintama presenta una parodia del film intitolata Il mio vicino Pedro.
- Nell'episodio 8 dell'anime The World God Only Knows, Elsie, la protagonista, per far crescere delle fragole più velocemente apre un ombrello e imita la danza di Totoro.
- La scena in cui Mei viene ritrovata addormentata ai piedi dell'albero è analoga alla storia di Alice che si risveglia dopo il suo viaggio nel Paese delle Meraviglie. Un'altra analogia è rappresentata dal fatto che il Gattobus somiglia molto allo Stregatto della versione Disney.
- Il rapper lombardo Massimo Pericolo ha intitolato Totoro una sua canzone presente all'interno dell'album Scialla Semper - Emodrill Repack.
- Nel quinto episodio di Punta al top! - GunBuster si possono notare sulle pareti della stanza della protagonista Noriko i poster de Il mio vicino Totoro e di Nausicaä della Valle del vento.
- Nel secondo Nathan Never Gigante compaiono un ologramma di Totoro sopra un cinema che sta trasmettendo il film e il libro The Art of Totoro.[40]
- Nel quinto episodio della terza stagione di Bob's Burgers Grazie al Ringraziamento viene replicata la danza della crescita delle piante, mettendo però un pollo gigante al posto di Totoro.
- Viene menzionato da Caparezza nella prima traccia, Prosopagnosia, del suo settimo album, Prisoner 709.

### Leggende metropolitane
Col passare del tempo, in Giappone come anche nel mondo occidentale, sono cominciate a circolare, amplificate da Internet, svariate leggende metropolitane che danno delle interpretazioni alternative della storia. La principale tra queste sostiene che Totoro sarebbe in realtà uno shinigami, un dio della morte, e che le due sorelle muoiano nel bel mezzo del film; secondo un'altra particolare lettura invece l'autore avrebbe disseminato la pellicola di riferimenti oscuri al cosiddetto incidente di Sayama, un crimine efferato realmente accaduto in Giappone negli anni '60. Queste interpretazioni sono state comunque più volte smentite sia dallo Studio Ghibli sia dallo stesso Miyazaki, ribadendo che i soli riferimenti reali del film sono quelli autobiografici del regista.

## Altri media

### Anime comic
Hayao Miyazaki e Tsugiko Kibo nel maggio del 1988 hanno realizzato una serie di quattro volumi anime comic con immagini e dialoghi tratti dal film. In Giappone sono stati pubblicati in edizioni successive da Tokuma. In Italia l'opera è stata pubblicata nel 2002 in volume unico, a cura della Planet Manga.

### Cortometraggio
Nel 2002, lo stesso Miyazaki ha realizzato un cortometraggio derivato dal film: Mei to Konekobasu (めいとこねこバス? lett. "Mei e il Gattinobus"). La storia approfondisce la figura di Mei e racconta delle sue avventure in compagnia di un cucciolo di Gattobus. Il cortometraggio non è stato pubblicato in edizione home video, ed è proiettato esclusivamente all'interno del Museo Ghibli.